# Barrett M82
A Barrett M82 (az amerikai hadsereg M107-ként szabványosította) rövid csőhátrasiklásos, félautomata mesterlövész rombolópuska, amelyet az amerikai Barrett Firearms Manufacturing cég fejlesztett ki.
A fegyvert Light Fiftynek is nevezik a 12,7 × 99 mm-es NATO töltényűr miatt. A fegyvert három változatba sorolják: az eredeti M82A1 (és M82A3) modellek, a bullpup rendszerű M82A2 modell, és a Barrett M107A1, hozzácsatolt csőszájfékkel (hangtompító is szerelhető rá, és acél helyett titánból készült). Bár az M82A2-t már nem gyártják, mégis az XM500 az utódjának tekinthető.
Annak ellenére, hogy az M82-t rombolópuskaként gyártották, gyalogság elleni fegyverként is bevethető.

## Áttekintés
A Barrett Firearms Manufacturing céget Ronnie Barrett alapította azzal a kizárólagos céllal, hogy félautomata puskákat építsen a nagy teljesítményű, 12,7 × 99 mm-es NATO (.50 BMG) lőszerekhez, amelyeket eredetileg az M2 Browning géppuskákhoz fejlesztettek ki és használtak. Az autodidakta feltaláló 1982-ben alagsori garázsműhelyében fejlesztette ki a puska első működő változatát (az évszámból származik az M82 neve). A puska fő célja anyagok és harci eszközök megsemmisítése, beleértve a járműveket, a pilótafülke kommunikációs berendezéseit és a radarokat, a parkoló repülőgépeket és helikoptereket. Egy másik fontos szerepük a fel nem robbant robbanóanyagok, lőszerek biztonságos távolságból történő megsemmisítése.
Az első nagy sikert 1989-ben aratta a cég, amikor a svéd hadsereg mintegy 100 db M82A1 puskát vásárolt. 1990-ben az Egyesült Államok hadserege nagy számú M82A1-et vásárolt a Kuvaitban és Irakban tartott Sivatagi Pajzs és Sivatagi Vihar hadműveletek során. Mintegy 125 puskát vásárolt az Egyesült Államok Tengerészgyalogsága, és hamarosan megrendelések érkeztek a hadseregtől és a légierőtől is. Az M82A1-et az amerikai hadsereg SASR néven ismeri (Special Applications Scoped Rifle), és használja mint rombolópuskát és robbanóanyag-ártalmatlanító eszközt.

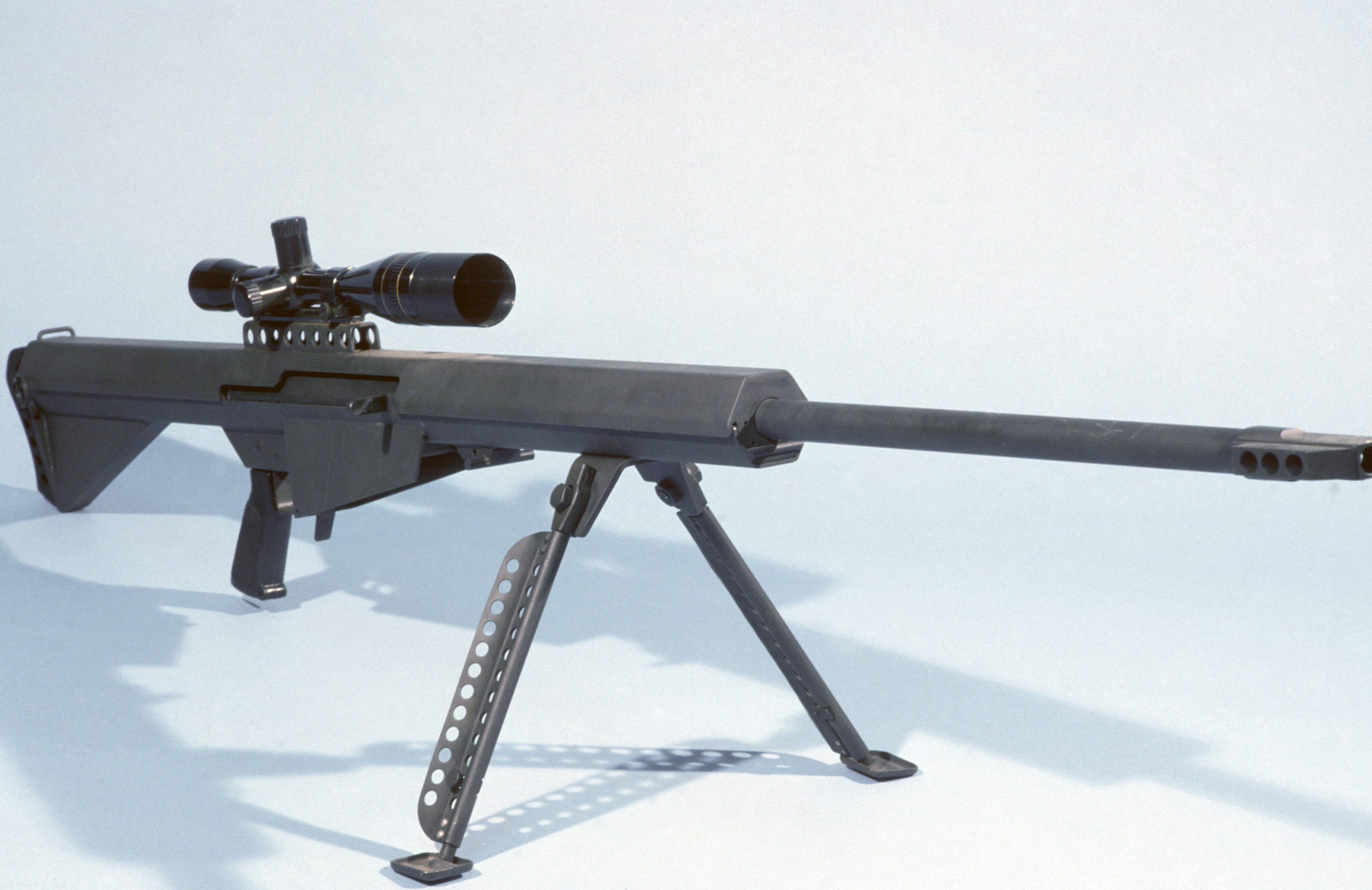
Az eredeti Barrett M82

2006-ban Barrett befejezte az XM500 fejlesztését, amely az M82A2-höz hasonló bullpup konfigurációval rendelkezik. A Barrett M82 puskákat különböző katonai és rendőri erők vásárolták meg legalább 30 országból, például Belgiumból, Chiléből, Dániából, Finnországból, Franciaországból, Németországból, Görögországból, Indonéziából, Olaszországból, Jamaicából, Mexikóból, Hollandiából.
A Barrett M82A1 puskát 2002-ben platformként használták a kísérleti OSW (Objective Sniper Weapon) prototípushoz. Ezt a fegyvert rövidebb csővel szerelték fel, és 25 mm-es,(25×59 mm) nagy robbanású lövedékeket lőtt ki. A kísérleti puska mindenféle célra jobb teljesítményt mutatott, de a lövéskor fellépő visszarúgás szinte elviselhetetlen volt egy hagyományos lövész számára. Ezt a fegyvert, más néven Barrett "Payload Rifle" néven ismerték, mostanában pedig XM109-nek nevezték el.

### Az IRA használatában
Az IRA az 1980-as években számos M82-est csempészett Írországba az Egyesült Államokból, nyilvánvalóan egy fegyverkovács és egy korábbi Barret Firearms alkalmazott készítette és értékesítette őket Texasban. Az egyik M82-es darabot Chicagóból Dublinba szállították, ahol újra összeszerelték. Az IRA két mesterlövészcsapatot látott el "Light Fiftykkel", amelyeket később felszereltek pár M90-es puskával, amit az Egyesült Államokban vásároltak egy fegyverkereskedőtől 1995-ben. Az IRA mesterlövészei 1992-től 1997-ig öt katonát és egy tűzszerészt öltek meg .50 puskával. A mesterlövészek általában a fegyverek 1800 méteres (hatásos) lőtávolsága ellenére 300 méternél kisebb távolságból lőttek célpontjaikra.

### A mexikói drogkartellek használatában
2021-ben a Barrett céget kilenc másik amerikai fegyvergyártóval együtt nevezték meg a perben, melyet a mexikói kormány indított a Massachusetts-i kerület amerikai kerületi bíróságán, és 10 milliárd dolláros kártérítést kért. A mexikói kormány azt állította, hogy a Barrett M82 a drogkartellek egyik választott fegyvere. Romain Le Cour Grandmaison, a Reuters által megkérdezett szakértő szerint az M82 dekompenzálta a bűnözők és a rosszul felszerelt rendőri erők közötti erőviszonyokat.

## Változatok
- M82: 12,7 × 99 mm-es félautomata puska.
- M82A1: 12,7 × 99 mm-es félautomata puska. Továbbfejlesztett változat, beleértve az újratervezett csőszájféket.
- M82A1A: 12,7 × 99 mm-es félautomata puska változat. Optimalizálva a Raufoss Mk 211 .50 kaliberű lőszerekkel való használatra.
- M82A1M: 12,7 × 99 mm-es Barrett M82A1 félautomata puska változata. Továbbfejlesztett változat, beleértve a hosszabbított tartozéksínt. Tartalmazza a hátsó markolatot és az egylábú támasztékot.
- M82A2: 12,7 × 99 mm-es félautomata vállról tüzelő puska.
- M82A3: 12,7 × 99 mm-es félautomata puska. Az M82A1M előírásoknak megfelelően, meghosszabbított kiegészítő sínnel, amelyet általában, de nem mindig, magasabbra emelnek, mint az M82A1M/M107-en. Az M82A1M/M107-tel ellentétben nem tartalmaz hátsó markolatot és egylábú támasztékot.
- XM107/M107: Kezdetben 12,7 × 99 mm-es Barrett M95 forgó tolózáras puska jelölésére használták. A megnevezés megváltozott, hogy a termék továbbfejlesztett M82A1M változatára vonatkozzon. Tartalmazza a hosszabbított tartozéksínt, a hátsó markolatot és az egylábú támasztékot.

## M82-től M107-ig

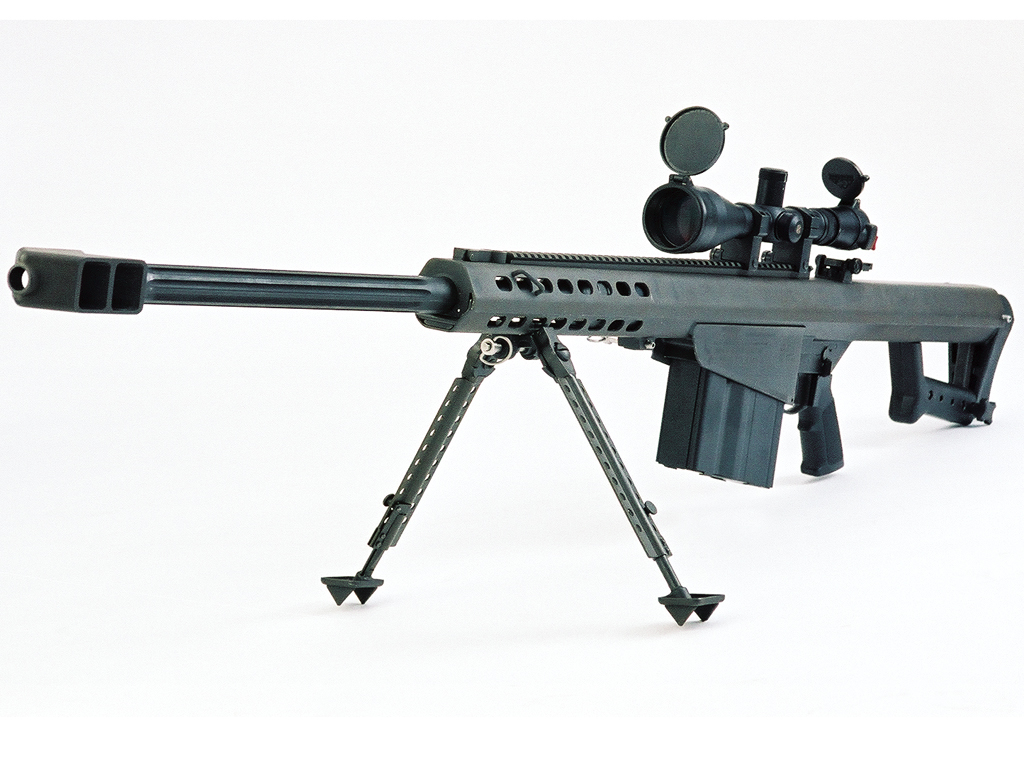
Az M107, ami majdnem azonos az M82A1M/A3-mal

Az XM107 eredetileg forgó tolózáras mesterlövész puska volt, és a Barrett M95 puskát eredetileg az amerikai hadsereg választotta az ilyen fegyverek közötti versenyben. A tárgyalások során azonban az a döntés született, hogy az amerikai hadsereg valójában nem is igényel ilyen fegyvert.
Aztán a hadsereg a Barrett M82, egy félautomata puska mellett döntött. 2002 nyarán az M82 végre kilépett a hadsereg kísérleti szakaszából, és jóváhagyták a "teljes felszerelés kiadását", azaz hivatalosan a Calibre .50, M107 nagy hatótávolságú mesterlövészpuska néven fogadták el. Az M107 Leupold 4,5–14 × 50 Mark 4 irányzékot használ.

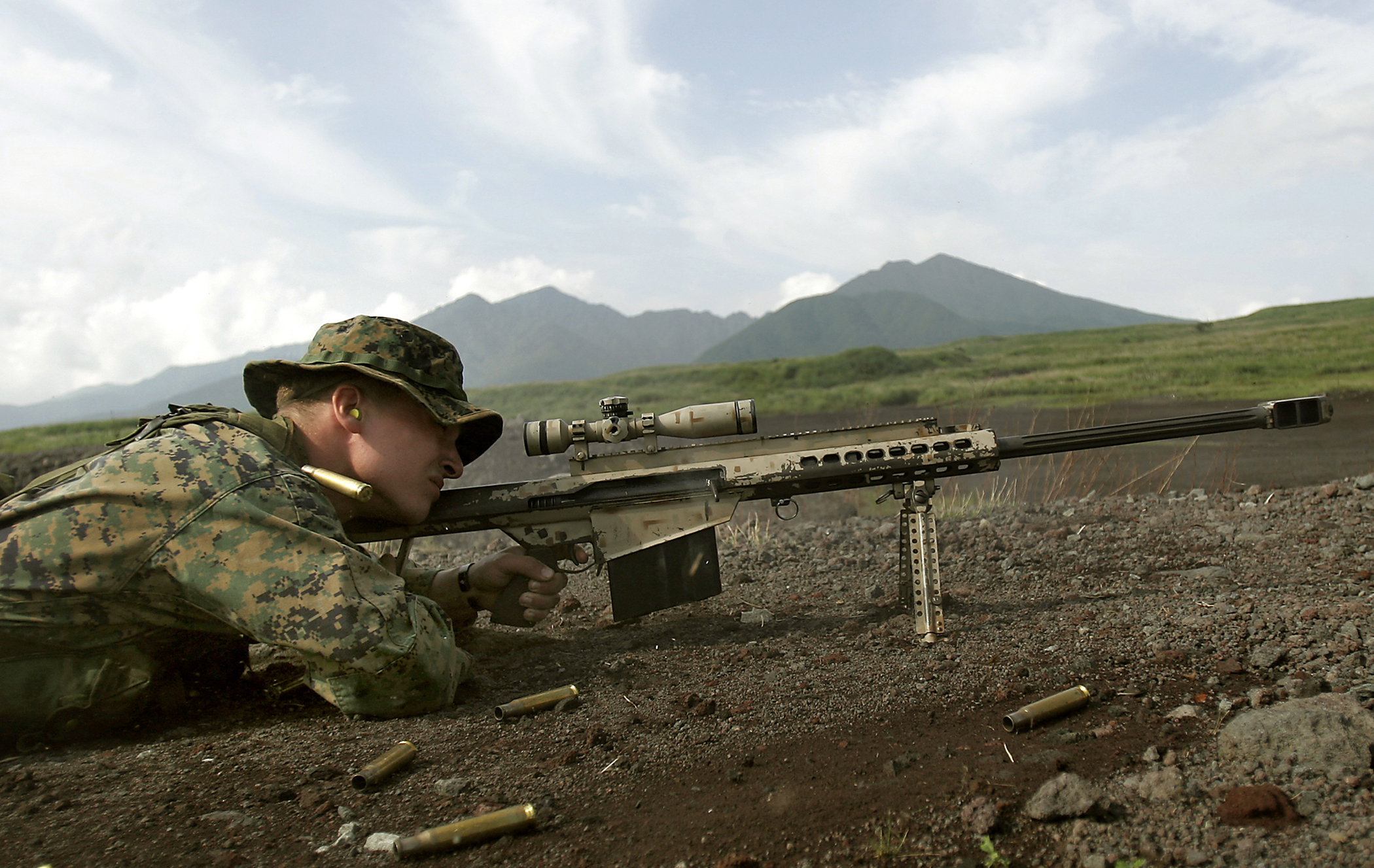
Egy USMC felderítő mesterlövész egy M82A3-mal

A Barrett M107 egy .50 kaliberű, vállról tüzelő, félautomata mesterlövész puska. Elődeihez hasonlóan erről a változatról is elmondható, hogy robusztus mérete ellenére kezelhető visszarúgása van, mivel a csőszerelvény maga elnyeli az visszarúgást, és minden lövésnél hátrafelé irányul. Ezenkívül a fegyver súlya és nagy csőszájféke is segíti a visszarúgás elnyelését. Az eredeti M82A1-en számos változtatás történt az M107 megalkotása érdekében, új funkciókkal: például meghosszabbított tartozéksínnel, hátsó markolattal és egylábú támasztékkal, ami a tus végén a tustalp alatt található. Barrettet a közelmúltban felkérték, hogy dolgozzon ki egy könnyű verziót az M107-ből a romboló, mesterlövészpuska kongresszusi program keretében, és hamarosan kidolgozott egy olyan tervet, amellyel könnyebb anyagokból építhet fel olyan fontos alkatrészeket, mint a tok és a csőszájfék.
A Barrett M107-et is, mint az M82 vonal korábbi tagjait, Barrett "Light Fifty" néven is emlegetik. Az M107-et az Egyesült Államok hadserege 2005-ben a 10 legfontosabb katonai találmánya egyikévé választotta.
Az amerikai hadsereg és a Tengerészgyalogság azt tervezi, hogy 2021-ben egy másik Barrett-puskát, az Mk22 MRAD-et állít az M107 helyére. Az Mk22 egy forgó tolózáras, több kaliberű puska, amely elég hatékonynak bizonyul ahhoz, hogy leváltsa a korábbi M107-et.

## Technikai leírás

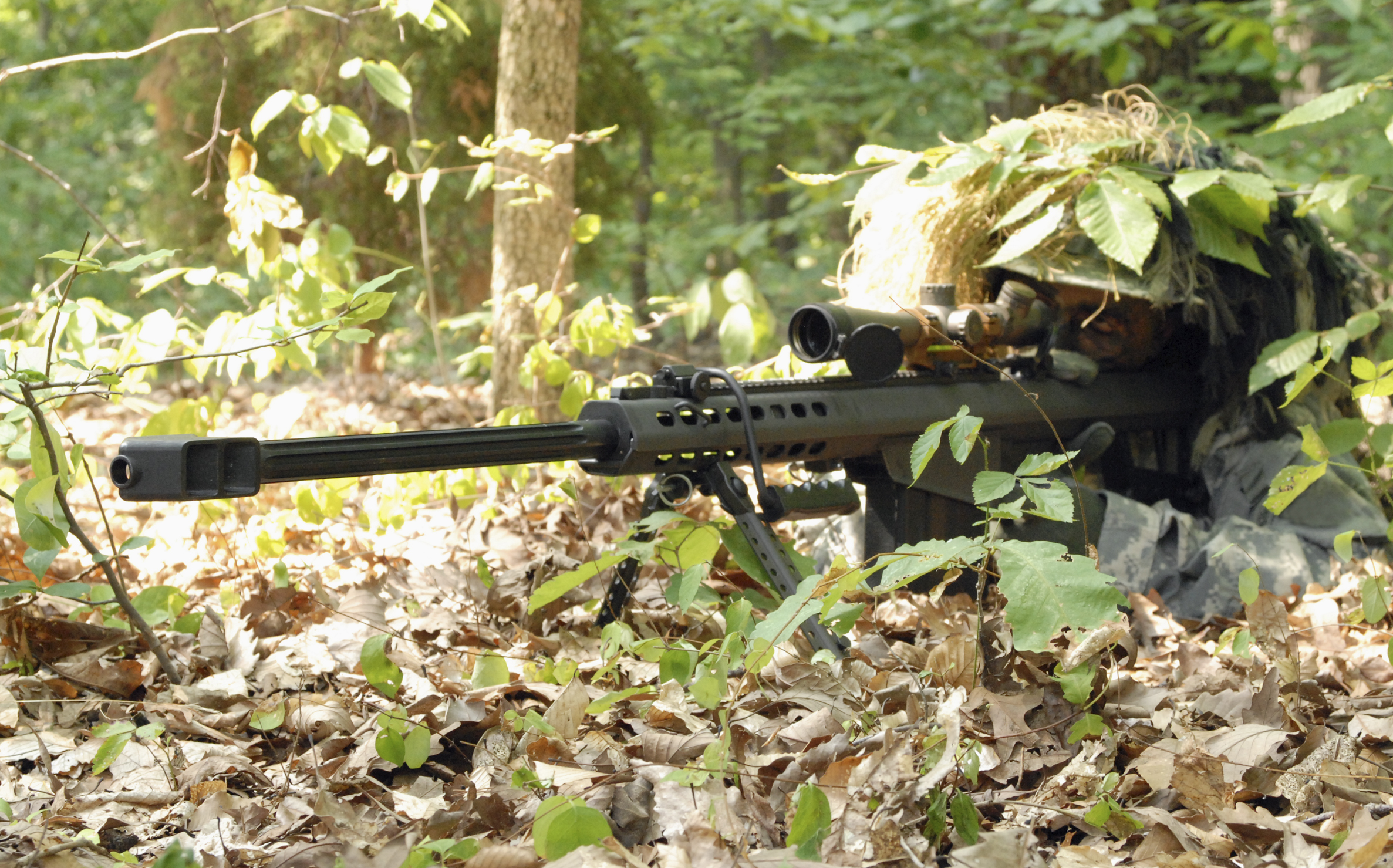
Az Amerikai hadsereg mesterlövésze, M107-essel

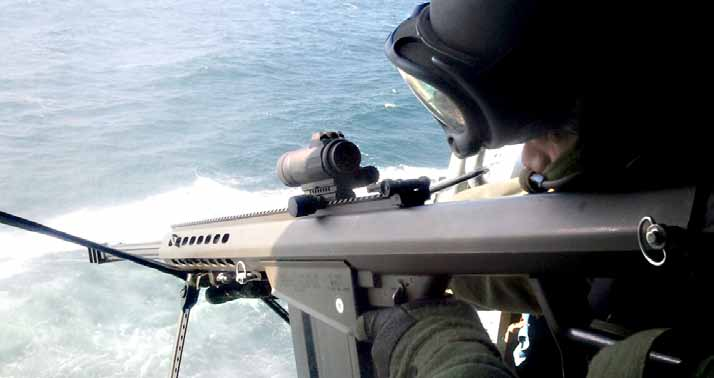
Az Amerikai parti őrség TACLET lövész Barrett M107-tel

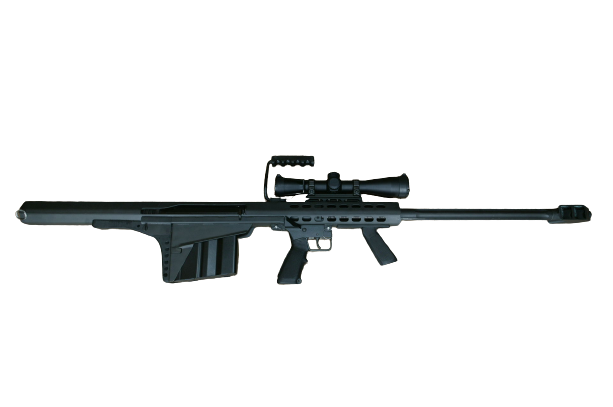
Barrett M82A2

Az M82 egy rövid csőhátrasiklásos elven működő félautomata lőfegyver. Az elsütéskor a cső rövid távolságra (kb. 25 mm) hátrasiklik, miközben a forgó tolózár biztonságosan rögzíti azt. A rövid siklás után a gázkar alsó része, amelyet a tok felső része tart, már csuklósan rögzül a zárkeretben, és a középső rész a zárkeretbe helyezett rúddal visszatolja a csőhöz, a cső visszarúgási energiájának egy részét átviszi a tolózárra, hogy megbízható körforgást érjen el a csőből való kioldáshoz. A tolózár kinyitása a zárkeret ívelt bütyökpályájának elfordításával érhető el. Ezután a csövet megállítja a helyretoló rugó, a csőszájfék és a forgó tolózár együttes hatása, hogy kihúzza a csőből és kidobja az ellőtt hüvelyt. Ezután a forgó tolózár az új lőszert a tárból betolja a töltényűrbe, és végül reteszeli magát a csőhöz. A lőszert a fegyver egy nagy, levehető tárból adagolja, amely akár tíz lőszert is tartalmazhat, bár egy ritka tizenkét lőszeres tárat is kifejlesztettek a Sivatagi vihar hadművelet során történő használatra 1991-ben.
A tok két acéllemez részből áll (felső és alsó), és keresztcsapokkal van összekötve. A cső hornyolt, hogy javítsa a hőelvezetést és súlyt takarítson meg, valamint egy nagy és hatékony reaktív csőszájfékkel van ellátva, amely akár 30 százalékos hatékonysággal nyeli el a visszarúgási energiát. Ez a kialakítás azonban nem rejti el a torkolattüzet, ami jelentős tényező a leleplezésben. A korábbi modellek csőszájfékei kerek keresztmetszetűek voltak, ám később az M82-es puskák négyszögletes keresztmetszetű kétkamrás csőszájfékeket kaptak.
Az M82A1 puskák irányzéktartóval és lecsukható célgömbökkel vannak felszerelve, arra az esetre, ha az optika üvege eltörik vagy megsérül. Az amerikai katonai M82-es puskák gyakran Leupold Mark 4 teleszkópos irányzékokkal vannak felszerelve. Az M82A1M (az Egyesült Államok Tengerészgyalogságánál M82A3) puskákhoz hosszú Picatinny tartozéksín és US Optics teleszkópos irányzék tartozik. Minden M82 puska levehető hordfogantyúval és az M60-asról ismert összecsukható bipoddal van felszerelve, ez utóbbi a cső alatt található (az M82A3-on mindkettő levehető). Az M82A3 rendelkezik egy szintén leszerelhető hátsó támasztékkal a tustalp alatt. A fenék lágy párnával van felszerelve, hogy tovább csökkentse a visszarúgást. Az M82A1 és M82A3 puskákat fel lehet szerelni az M3 vagy M122 állványokra (ezeket eredetileg géppuskáknak szánták), vagy akár járművekre is rögzíthető. Az M82A1 hordozható hevederrel is rendelkezik, de azok szerint, akik a terepen hordozták, az M82 túlságosan kényelmetlen ahhoz, hogy hevederen szállítsák, túlzott hossza és súlya miatt. Általában puha vagy kemény hordtáskában szállítják.
Az M82A2 leginkább konfigurációjában különbözött az M82A1-től; a pisztoly markolatát az elsütő billentyűvel együtt a tár elé helyezték, fenekét pedig a tok alá, közvetlenül a tár mögé. A tok alá egy további (első) markolat is került, és az irányzéktartó is elöl kapott helyet.
Az M107 hatásos lőtávolsága 1830 m, viszont a maximális lőtávolsága 4000 m felett van, amint azt a használati utasítás idézi. A .50 kaliberű (és ennél nagyobb) lövedékek nagy távolságokat tehetnek meg, ha tüzérségszerűen lövik ki (nagy szögben, ami közvetett tűzhelyzetet teremt), s ez megköveteli a kiterjesztett biztonsági határok betartását, amikor lőtéren használják a fegyvert.

## Felhasználók
- Ausztrália: Ausztrál hadsereg[17]
- Ausztria: Osztrák hadsereg, SF Jagdkommando.[18]
- Bahrein[19]
- Belgium:[19]
- Bhután:[19]
- Botswana:[19]
- Brazília:[19]
- Kanada:[19] JTF2
- Chile:[19]
- Horvátország:[19]
- Csehország:[19][20]
- Dánia:[19]
- Egyiptom:[19] Thunderbolt Forces, 999-es egység, Black Cobra Unit.
- Salvador:[19]
- Finnország:[19]
- Franciaország:[19] A GIGN (korábban PGM Hécate II)
- Grúzia: A grúz fegyveres erők, beleértve a grúz különleges műveleti erőket is.[21][22]
- Németország: Az M107-et a Bundeswehr „G82” jelzéssel, és az M107A1-et „G82A1” jelöléssel használja.[23]
- Görögország:[19]
- India: Az M107-et a Mumbai Police Force One Commandos. Az indiai különleges erők az M107A1-et használják[24]
- Indonézia: Kopassus.[25]
- Izrael: IDF Combat Engineering Corps[26]
- Olaszország:[19]
- Jordánia:[19][27]
- Kuvait:[19]
- Litvánia: Litván fegyveres erők.[28]
- Malajzia: Malajziai különleges műveleti erők.[29]

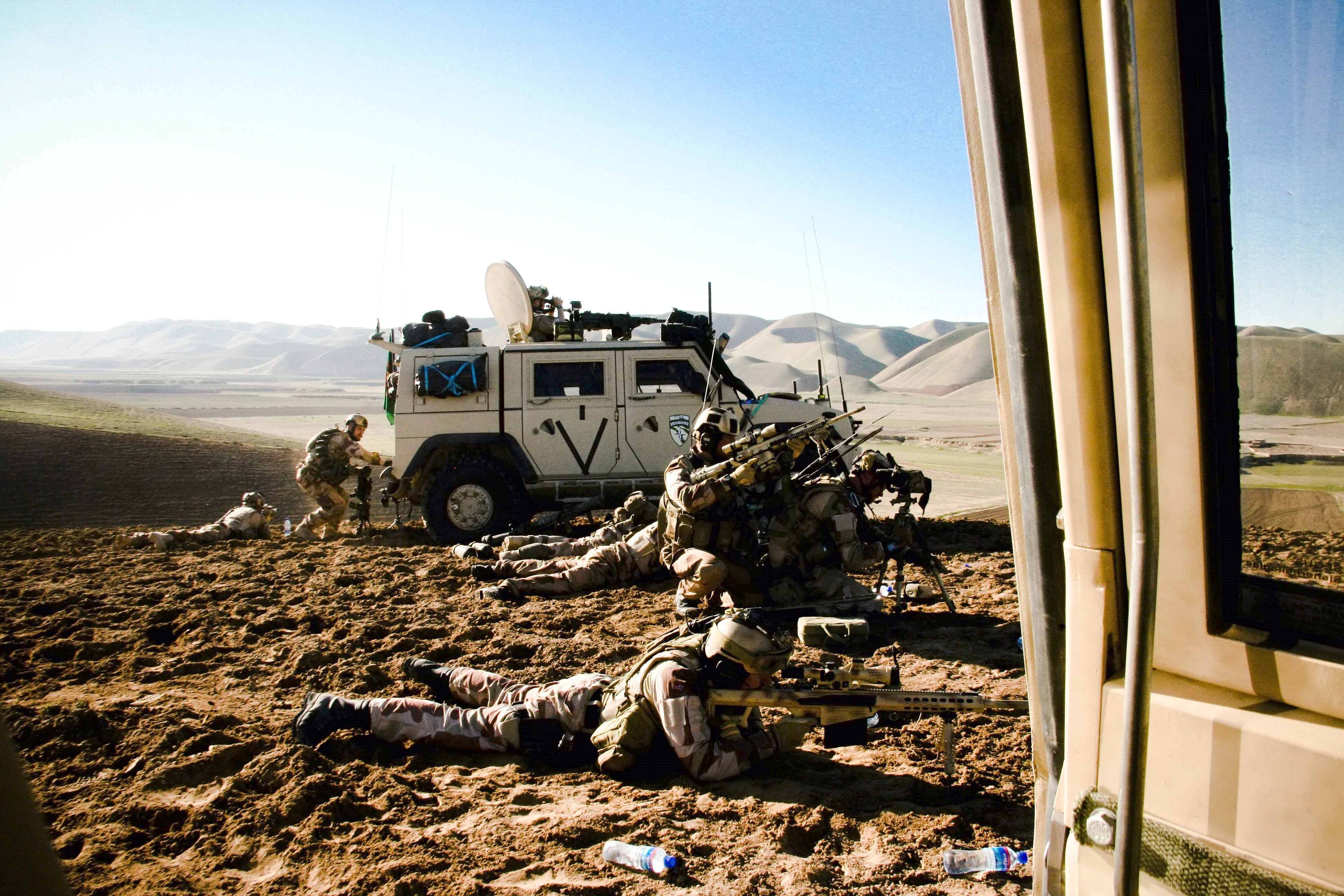
Norvég M82 (előtérben) egy nagy távolságú tűzharcban Afganisztánban

- Mexikó:[19]
- Hollandia:[19]

- Új-Zéland:[30]
- Norvégia:[19]
- Omán:[19]
- Pakisztán:[19]
- Fülöp-szigetek:[19] Fülöp-szigeteki fegyveres erők, Fülöp-szigeteki Nemzeti Rendőrség.
- Portugália:[19] A portugál hadsereg a Barrett M95 és a Barrett M107A1 változatokat is használja.[31]
- Katar:[19]
- Szaúd-Arábia:[19]
- Szerbia: A Szerb különleges erők.[32]
- Szingapúr:[19] Különleges erők használják.
- Szlovákia: 5. különleges műveleti ezred.[33]
- Szlovénia:[19] A rendőrség különleges egysége használja.
- Spanyolország:[19]
- Svédország: Ag90C-ként használják.[19]
- Dél-Korea:[34]
- Törökország:[19]
- Thaiföld:[19]
- Ukrajna: 2017 decemberében az USA külügyminisztériuma jóváhagyta a Barrett M107A1 mesterlövész puska és lőszer 41,5 millió dolláros kereskedelmi értékesítésére vonatkozó engedélyt az ukrán hadsereg számára.[35]
- Egyesült Arab Emírségek:[19]
- Egyesült Királyság:[19]
- USA:[19]
- Jemen:[36]

### Nem hivatalos felhasználók
- Moro Iszlám Felszabadítási Front: Barrett M82-es klónok, amelyeket meggyilkolt filippínó csapatokból zsákmányoltak.[37]
- Ír Köztársasági Hadsereg [38]

## Díjak és elismerés
- 2016 február 26-án Tennessee állam, hivatalos állami puskának nevezte a Barrett M82 modellt.[39][40][41][42]

## A legtávolabbi halálos lövés
2012-ben az ausztrál különleges erők egy katonája Afganisztánban 2815 m távolságból adott le halálos lövést egy Barrett M82-vel. A lövéset hivatalosan nem erősítik meg, mert az ausztrál hadsereg nem szolgáltat ki ilyen információkat -ellentétben más fegyveres erőkkel.

## Megjelenése a médiában

### A filmekben
- Ragadozó 2. (1990)
- John Rambo (2008)
- A bombák földjén (2008)
- A végső ítélet (2016)
- Gyilkos generáció (2008)
- Füstölgő ászok (2007)
- Orvlövész (2007)
- Tengerészgyalogosok (2005)

### Játékokban
- Ring of Elysium
- IGI – 2
- Call of Duty 4: Modern Warfare
- Call of Duty: Modern Warfare 2
- Call of Duty: Modern Warfare 3
- Call of Duty: Mobile
- Warface
- ArmA 2: Operation Arrowhead
- Gun Mayhem
- Battlefield: Bad Company 2
- Battlefield 4
- Point Blank
- Cross Fire (M82A1)
- Phantom Forces (Roblox)
- Phantomers
- Combat Arms
- GTA V (Heavy Sniper néven)
- Delta Force
- Infestation: Survivor Stories
- SCUM
- Sniper Arena
- Unturned
- Far Cry 3
- Far Cry 4
- Far Cry 5
- Survarium
- Operation Flashpoint: Dragon Rising
- Operation Flashpoint: Red River
- Black Squad
- Metal Gear Solid 4: Guns Of The Patriots
- Battlefield 3
- Fortnite
- Call of Duty: Warzone
- Tom Clancy’s Ghost Recon Breakpoint
- Serious Sam 4

## Fordítás
- Ez a szócikk részben vagy egészben  a   Barrett M82 című angol Wikipédia-szócikk ezen változatának fordításán alapul.  Az eredeti cikk szerkesztőit annak laptörténete sorolja fel. Ez a jelzés csupán a megfogalmazás eredetét és a szerzői jogokat jelzi, nem szolgál a cikkben szereplő információk forrásmegjelöléseként.
- Ez a szócikk részben vagy egészben  a   Barrett M82 című orosz Wikipédia-szócikk ezen változatának fordításán alapul.  Az eredeti cikk szerkesztőit annak laptörténete sorolja fel. Ez a jelzés csupán a megfogalmazás eredetét és a szerzői jogokat jelzi, nem szolgál a cikkben szereplő információk forrásmegjelöléseként.